# Грант (округ, Оклахома)
Округ Грант  — округ в штате Оклахома, США. Население округа на 2000 год составляло 5 144 человек. Административный центр округа — город Медфорд.

## География
Округ имеет общую площадь 2599 км², из которых 2591 км² приходится на сушу и 8 км² (0,3 %) на воду.

### Основные автомагистрали
- Автомагистраль 60
- Автомагистраль 64
- Автомагистраль 81

### Соседние округа
- Самнер, Канзас (север)
- Кей (восток)
- Гарфилд (юг)
- Алфалфа (запад)
- Харпер, Канзас (северо-запад)

### Населённые пункты
| - Дир-Крик - Джефферсон - Ламонт | - Манчестер - Медфорд - Нэш | - Понд-Крик - Ренфроу - Вакита |